# Ambros Alfred Clementso
Ambros Alfred Clementso (28. října 1831 Cheb – 19. července 1900 Mariánské Lázně) byl kněz, premonstrátský řeholník a v letech 1887 až 1900 v pořadí 48. opat tepelského kláštera.

## Život
Pocházel z rodiny tkalce, roku 1854 byl vysvěcen na kněze a získal též doktorát, pravděpodobně na pražské Karlově univerzitě.
Od roku 1886 působil v tepelském klášteře, kde měl na starosti rozvoj města Mariánských Lázní, které patřily klášteru. Pečoval o jejich rozvoj, podporoval výstavbu dalších lázeňských domů a jiných staveb. Jeden z léčivých pramenů dostal na jeho počet jméno „Alfrédův pramen“.
Mezi roky 1887 a 1900 zastával v klášteře Teplá funkci opata. V roce 1897 se zasloužil o blahořečení zakladatele tepelského kláštera Hroznaty.
Stal se také čestným občanem Mariánských Lázní a od panovníka Františka Josefa I. obdržel císařův řád v V., nejvyšší, třídě.